# Wolferstetten-Eiersheimer Höhe
Als Wolferstetten-Eiersheimer Höhe wird ein Teil des Naturraums Bauland in Baden-Württemberg bezeichnet, in dessen Gebiet sich die namengebenden Orte Wolferstetten und Eiersheim befinden.  Die Wolferstetten-Eiersheimer Höhe ist als naturräumliche Teileinheit Nr. 128.81 der Haupteinheitengruppe Neckar- und Tauber-Gäuplatten eine von drei Untergliederungseinheiten der namenlosen Einheit 128.8 in zweiter Nachkommastelle. Die anderen Untergliederungseinheiten der naturräumlichen Einheit 128.8 sind das Nördliche Bauland (Nr. 128.80) und der Naturraum Buch am Ahorn (Nr. 128.82).

## Naturräumliche Gliederung
Die Wolferstetten-Eiersheimer Höhe ist folgender Teil des Naturraums Bauland der Haupteinheitengruppe Neckar- und Tauber-Gäuplatten:
- (zu 12 Neckar- und Tauber-Gäuplatten)
  - 128 Bauland
    - 128.1 Neckarelzer Tal
    - 128.2 Brunnenwald
    - 128.3 Schefflenzgäu
    - 128.4 Waidach
    - 128.5 Mittleres Bauland
      - 128.50 Seckach-Kirnau-Platten
      - 128.51 Kessachplatten
      - 128.52 Stöckig

    - 128.6 Östliches Bauland
    - 128.7 Buchener Platte
    - 128.8 Naturräumliche Einheit 128.8 (ohne Namen)
      - 128.80 Nördliches Bauland
      - 128.81 Wolferstetten-Eiersheimer Höhe
      - 128.82 Buch am Ahorn